# Texas Chainsaw 3D
Texas Chainsaw 3D is een Amerikaanse horrorfilm uit 2013 onder regie van John Luessenhop. Het is het zevende deel in de Texas Chainsaw-filmserie. Het verhaal is een vervolg op de originele film uit 1974.

## Synopsis
Een jonge vrouw genaamd Heather reist af naar Texas om een erfenis te incasseren; Heather, die ontdekt dat ze is geadopteerd na het ophalen van desbetreffende erfenis van een lang verloren grootmoeder, maakt een roadtrip met haar vrienden om de erfenis te incasseren. Ze is zich er alleen niet van bewust dat onder de erfgenamen ook haar neef, Leatherface valt.

## Rolverdeling
- Dan Yeager: Leatherface
- Alexandra Daddario: Heather Miller
- Tania Raymonde: Nikki
- Trey Songz: Ryan Picharico
- Keram Malicki-Sánchez: Kenny
- Paul Rae: Burt Hartman
- Thom Barry: Sheriff Hooper
- Shaun Sipos: Darryl
- Bill Moseley: Drayton Sawyer
- Scott Eastwood: Hulpsheriff Carl Hartman
- Richard Riehle: Farnsworth
- Gunnar Hansen: Boss Sawyer
- John Dugan: Grootvader Sawyer
- Marilyn Burns: Verna Carson / Sally Hardesty
- David Born: Gavin Miller
- Sue Rock: Arlene Miller